# Campaniile din Crimeea
Campaniile crimeene din 1687 și 1689 (în limba rusă: Крымские походы), au fost campanii militare ale armatei ruse împotriva Hanatului Crimeii. Aceste campanii au fost parte a războiului ruso-turc din 1686-1700.
După semnarea taratului de pace eternă din 1686 cu Polonia, Rusia a devenit membră a coaliției antiotomane ("Sfânta Ligă" - Austria, Republica Veneția și Polonia), care s-a angajat în luptă împotriva Imperiului Otoman și a aliatului și vasalului său, Hanatul Crimeii. În luna mai 1687, cneazul Vasili Golițîn, în fruntea unei armate de aproximativ 100.000 de oameni, a părăsit Ucraina, avându-i alături pe cazacii de pe Don și pe cei zaporojeni. Când rușii au traversat râul Konskie Vodî, tătarii au dat foc la stepe, lăsând caii armatei ruse fără iarbă de păscut. Ca urmare, cneazul a hotărât să se retragă și să revină în iunie. Cazacii și cneazul Golițîn au cerut țarului să-l înlocuiască pe hatmanul Ivan Samoilovici cu Ivan Mazepa, datorită politicii pro-turce a celui dintâi. 
În 1688, cazacii și rușii au început preparativele pentru o nouă campanie. Polonia a început să negocieze termenii unui tratat de pace cu turcii, transferând în acest fel cea mai mare parte a poverii războiului pe umerii rușilor. La începutul primăverii anului 1689, 150.000 de soldați ruși au nceput marșul spre sud. Pe 15 mai, ruși au înfruntat cu succes armatele tătărești în apropierea satului Zelenaia Dolina, pentru ca pe 20 mai să asedieze fortăreața Perekop. După numai puțină vreme, rușii au ridicat însă asediul și s-au retras. 
Campaniile din Crimeea din anii 1687 și 1689 au ușurat presiunile exercitate de turci și tătari asupra aliaților Rusiei. Armata rusă nu a reușit să-și îndeplinească obiectivul securizării graniței sudice a principatului. Eșecul acestor campanii a fost unul dintre motivele principale pentru care regenta Sofia Alexseevna a fost îndepărtată de la conducerea statului și înlocuită cu fratele ei vitreg, Petru Alexeevici.